# Halicornopsis
Halicornopsis Bale, 1882 es un género de hidrozoos de la familia Kirchenpaueriidae. Contiene una sola especie Halicornopsis elegans Lamarck, 1816.

## Descripción
Fue descrita y clasificada, por primera vez, por el Barón de Lamarck, en 1816. Para algunos autores, en el pasado, este género estaba compuesto por dos especies: Halicornopsis elegans y Halicornopsis avicularis. Esta división inicial se propuso dado la gran variabilidad entre poblaciones y el poco conocimiento que se tenía del género.
Las colonias están formadas por pólipos filtradores de agua o hidrarantes. Como en todos los hidrozoos coloniales, estos pólipos están protegidos por un perisarco que, en este género, está pigmentado en tonos beige o carne, con pinceladas verde pálido cuando las colonias están en época reproductora y las gonotecas adquieren este color. Como máximo, la colonia alcanza una altura de 20 centímetros, pero puede superar esta longitud en diámetro. Las colonias se ramifican sin seguir un patrón determinado desde el hidocaule y sin tener un tamaño regular, alcanzando los 2 centímetros como máximo. Este hidrocladia está salpicada por hidrotecas en forma de copa, como es habitual en la familia Kirchenpaueriidae, orientadas hacia adelante. A diferencia del resto de géneros de la familia, este género presenta cúspides en el borde de la apertura hidrotecal.

## Hábitat y distribución
El género se distribuye por el sur del océano Índico y del Océano Pacífico. Concretamente, en las costas de Australia y Nueva Zelanda. Es, por tanto, endémica de esta zona. Su hábitat habitual es el submareal, entre 1-30 metros de profundidad, creciendo en sustratos rocosos, donde también habitan algas y abundante fauna ventónica. Además, tiene preferencia por las aguas con fuerte corriente. Como la mayoría de los miembros de la familia Kirchenpaueriidae, el género Halicornopsis vive solamente en aguas frías.